# Kastilija (zgodovinska regija)
Kastilija (špansko Castilla’) je pokrajina na osrednji planoti Španije, katere ime sega v srednjeveško kraljestvo z istim imenom. Ime pa temelji na številnih gradovih (castillos), ki so značilni za pokrajino še danes.

## Geografija

### Meje
Kastilija vključuje sedanje španske avtonomne skupnosti Kastilija - Manča, avtonomno skupnost Madrid in večino skupnosti Kastilija in Leon. Na vzhodu Kastilija meji z Aragonijo, na severu z La Riojo, Navaro, Baskijo in Kantabrijo, na zahodu s tremi nekdanjimi provincami Kraljevine Leon (León, Zamora in Salamanca), na jugozahodu z Estremaduro oziroma njenima provincama Cáceres in Mérida, na jugu do Andaluzije in na jugovzhodu do province Albacete in skupnosti Valencija. Ker Kastilija ni več samostojna politična ali upravna enota, zato njenega teritorialnega obsega ni mogoče jasno določiti.

### Pokrajina
Do 2500 m visoko Kastiljsko gorovje severno od Madrida deli 600 do 900 m visoko pokrajino (imenovano tudi Mezeta) na severno "staro Kastilijo" in južno "novo Kastilijo", ki vključuje tudi Mančo (iz arabščine المنشرة al-manschara - planota).

### Reke
Kastilija ima le nekaj večjih rek, ki vse tečejo proti zahodu v Atlantik - najpomembnejša v "Stari Kastiliji" je reka Duero, medtem ko "Novo Kastilijo" odmakata Tajo in Guadiana. Te reke imajo številne manjše pritoke, nekateri od teh se poleti lahko izsušijo.

### Mesta
Stara KastilijaAranda de Duero (35.000), Ávila (60.000), Burgos (180.000), Palencia (80.000), Segovia (55.000), Soria (40.000), Valladolid (300.000)
Nova KastilijaCiudad Real (75.000), Cuenca (55.000), Guadalajara (85.000), Puertollano (50.000), Toledo (85.000)
MadridMadrid (3,2 miljona) in okoli 10 mest z več kot 100.000 prebivalci in okoli 10 mest z več kot 50.000 prebivalci.

## Gospodarstvo
Stara in Nova Kastilija sta kmetijski krajini velike prostornosti. Zaradi malo padavin in omejenih možnosti namakanja so pridelki v primerjavi s Srednjo Evropo precej nizki. Ne nazadnje ima vinogradništvo pomembno vlogo. Veliki Madrid je eno najpomembnejših industrijskih središč v Španiji in vsej Evropi. Domači in evropski turizem je v zadnjih desetletjih 20. stoletja očitno pridobil na pomenu.

## Jezik
Glede na to pokrajino se španski jezik pogosto imenuje castellano ("kastiljski"), zlasti zato, da se razlikuje od drugih jezikov, ki se govorijo v Španiji, saj se tukaj govori tudi narečje, ki je bilo osnova sodobne standardne španščine.

## Zgodovina

### Izvor, izvor imena
Kastilija, območje zgornjega toka reke Ebro, se je do leta 800 (po plemenu Bardulovcev, ki so tam živeli) imenovala Bardulia. Ime Kastilija je prvič izpričano v latinskem dokumentu iz leta 800, ki govori o cerkvi in territorio Castelle (v deželi gradov). Regija to ime dolguje številnim utrdbam (latinsko castella, špansko castillos), ki so bili tam zgrajeni za zaščito pred napadi Arabcev. Deželo je v 8. in 9. stoletju osvojila Kraljevina Asturija, ki so se borili proti Arabcem, kasneje pa je pripadala njihovemu nasledniku, kraljevini Leon.

### Grofija Kastilija
Kraljevini Asturija in Leon sta upravljala Kastilijo z lokalnimi grofi. Ti so se okoli leta 925 dvignili proti kralju Leona in razširili območje v samostojno oblast, sprva kot zaveznik Kordovskega kalifa. Ferdinand González je postal prvi neodvisni grof Kastilije. Z upori proti kraljem Ramiru II. (931–950), Ordoño III. (950–957) in Sancho I. (957–966) je poskušal doseči neodvisnost svoje države od Leona.
Njegov sin García Fernandez je prav tako skoraj samostojno vladal do leta 1000. Njegov sin in naslednik Sancho je oblast prepustil svojemu sinu, grofu Garcíi in po njegovem umoru leta 1026 je oblast prešla na Sanchovega zeta, kralja Sancha III. iz Navare, po smrti katerega je leta 1035 njegov sin Ferdinand podedoval Kastilijo.

### Kastiljsko kraljestvo in Kastiljska krona
Leta 1037 je grof Ferdinand Kastiljski osvojil kraljestvo Leon in bil okronan za njegovega kralja ter tako ponovno združil Leon in Kastilijo. Za kratka obdobja 1065-1072 in 1175-1230 je bila Kastilija spet ločena od Kraljevine Leon, zdaj pa kot kraljestvo Kastilija.
Leta 1230 sta se obe kraljestvi končno združili, in tvorili Kastilijo in Leon. Ta imperij se pogosto imenuje tudi Kastiljska krona ali preprosto Kastilija. V nadaljnjem toku Rekonkviste je pridobila obsežna območja in, ko je bila dokončana (1492), obsegala sever, sredino in jug Iberskega polotoka. Na zahodu je mejila na Portugalsko, na vzhodu pa na ozemlja Aragonske krone in Navare.

### Združitev Španije
Tudi po združitvi Španije s strani katoliških kraljev so deli kraljestva Kastiljske krone - na primer Aragonska in Navarska krona - ohranili lastne pravne sisteme in institucije. Najprej gre zgolj za osebno unijo. Šele v začetku 18. stoletja so Bourboni Španijo spremenili v centralno državo in kastiljski pravni in upravni sistem v veliki meri razširili na druge dele kraljestva.

## Sodobna upravna struktura iz leta 1833
Kraljevine, povezane s Kastiljsko krono, so bile leta 1833 razdeljene na zgodovinske regije v okviru teritorialne reorganizacije Španije, ki jo je izvedel državni sekretar za razvoj Javier de Burgos, nato pa so bile razdeljene na province. Ta deželna delitev je še danes v veliki meri nespremenjena. Province so bile združene v "zgodovinske regije". Dve izmed njih sta imeli v svojem imenu ime Kastilija:
- Stara Kastilija (Castilla la Vieja): Santander (danes: Kantabrija), Valladolid, Palencia, Burgos, Logroño (danes: La Rioja), Ávila, Segovia, Soria
- Nova Kastilija (Castilla la Nueva): Madrid, Guadalajara, Toledo, Ciudad Real, Cuenca

Vendar pa "zgodovinske regije" niso imele svojih pristojnosti ali institucij, temveč so le povzele različne pokrajine glede na izraze.
Ta struktura je ostala do leta 1975, pri čemer so bila prizadevanja za regionalizacijo strogo zatirana med Frankovo diktaturo (1936 / 39–1975). V fazi prehoda v demokracijo (transición) je bilo torej vprašanje regionalizacije eno najbolj perečih in najbolj kontroverznih vprašanj. Ko so razpravljali o prihodnji ustavi, so se dogovorili o minimalnem kompromisu, ki je zagotovil le zelo širok okvir za kasnejšo oblikovanje »avtonomnih skupnosti« (Comunidades Autónomas, na podlagi obstoječih provinc) in njihovih pristojnosti.
Rezultat ustavnega postopka avtonomnih skupnosti na kastiljskem ozemlju je dal naslednjo sliko:
- Obrobni provinci Santander in Logroño, ki sta pripadali "zgodovinski regiji" Stare Kastilije, sta oblikovali svoje enoprovincialne avtonomne skupnosti, kot sta Kantabrija in La Rioja.
- Preostale province Stare Kastilije so skupaj s provincami "zgodovinske regije" Leon (León, Zamora, Salamanca) tvorile avtonomno skupnost Kastilija in Leon (Castilla y León).
- Provinca Madrid, ki zgodovinsko in geografsko pripada Novi Kastiliji, je prav tako oblikovala svojo enoprovincialno avtonomno skupnost.
- Preostale province "zgodovinske regije" Nova Kastilija so skupaj s provinco Albacete tvorile Avtonomno skupnost Kastilija - Manča.

Najkasneje od leta 1833 je Kastilija prenehala obstajati kot ločena politična ali upravna enota.

## Današnja regija Kastilija
Danes je Kastilija torej le ime za pokrajino, katere ozemeljski obseg je glede na stališče različno opredeljen, kar velja zlasti za naslednja območja:
- Sedanje avtonomne skupnosti Kantabrija in La Rioja so bile zgodovinsko del Kraljevine Kastilije. Geografsko pa so zunaj obrobnih gora, ki obkrožajo Mezeto (Kantabrija ob Atlantiku, La Rioja v kotlini Ebro).
- Province Leon, Zamora in Salamanca (občasno tudi Valladolid in Palencia) so delno obravnavane kot provinca Leon, ki jo je mogoče ločiti od Kastilije. Z zgodovinskega vidika to kaže, da so ta območja vedno pripadala kraljevini Leon (ali delni kraljevini Leon v Kastiljski kroni) in nikoli dejanski kraljevini Kastilija, pa tudi južnemu delu nekdanje Kraljevine Leon, Extremadura, ni zavzeta pod "Kastilijo". Krajinsko pa se Kastilija in Leon na severu Mezete neločljivo združita.
- Do ustanovitve province Albacete leta 1833 je približno polovica površine pripadala delno kraljestvu Toledo (Nova Kastilija) in delno kraljestvu Murcia. Leta 1833 je bila dodeljena "zgodovinski regiji" Murcia. Danes pripada avtonomni skupnosti Kastilija - Manča.

## Znamenitosti
Zaradi svoje dolge zgodovine in svojega pomena v zgodnjem novejšem času ima Stara Kastilija številne in impresivne zgodovinske znamenitosti - te segajo od romanskih cerkva in samostanov na severu (npr. San Esteban de Gormaz) do cerkva Mudéjar na jugozahodu. (npr. Cuéllar). Nova Kastilija pa navdušuje predvsem s stavbami Toleda.
- Mestno obzidje Ávila
- Alcázar v Segovii
- Plaza Mayor v Salamanci
- Stolnica v Burgosu
- San Lorenzo de El Escorial pri Madridu
- Univerza Alcalá de Henares
- Pogled na Toledo
- Viseče hiše v Cuenci
- Peñafiel (stara Kastilija)
- Mlini na veter Consuegra (Nova Kastilija)